# Zámek Luynes
Zámek Luynes (francouzsky Château de Luynes) se nachází ve stejnojmenné obci ležící v údolí řeky Loiry v departementu Indre-et-Loire v regionu Centre-Val de Loire ve Francii.
Zámek patřil baronům, později hrabatům Maillé. V roce 1096 byl zničen hrabětem z Anjou, ale začátkem 12. století jej páni z Maillé obnovili. V stoleté válce sehrál hrad Maillé důležitou roli.
Od roku 1619 byl majitelem Karel d'Albert, vévoda z Luynes a oblíbenec Ludvíka XIII., který dostal od krále souhlas k jeho přejmenování na Luynes.